# HD 219134
HD 219134, nota anche come Gliese 892 o HR 8832, è una stella di sequenza principale color rosso-arancio, di classe spettrale K3-V, situata nella costellazione di Cassiopea, a circa 21 anni luce dal sistema solare. La sua magnitudine apparente di 5,6 la pone tra le stelle più deboli visibili ad occhio nudo.

## Osservazione

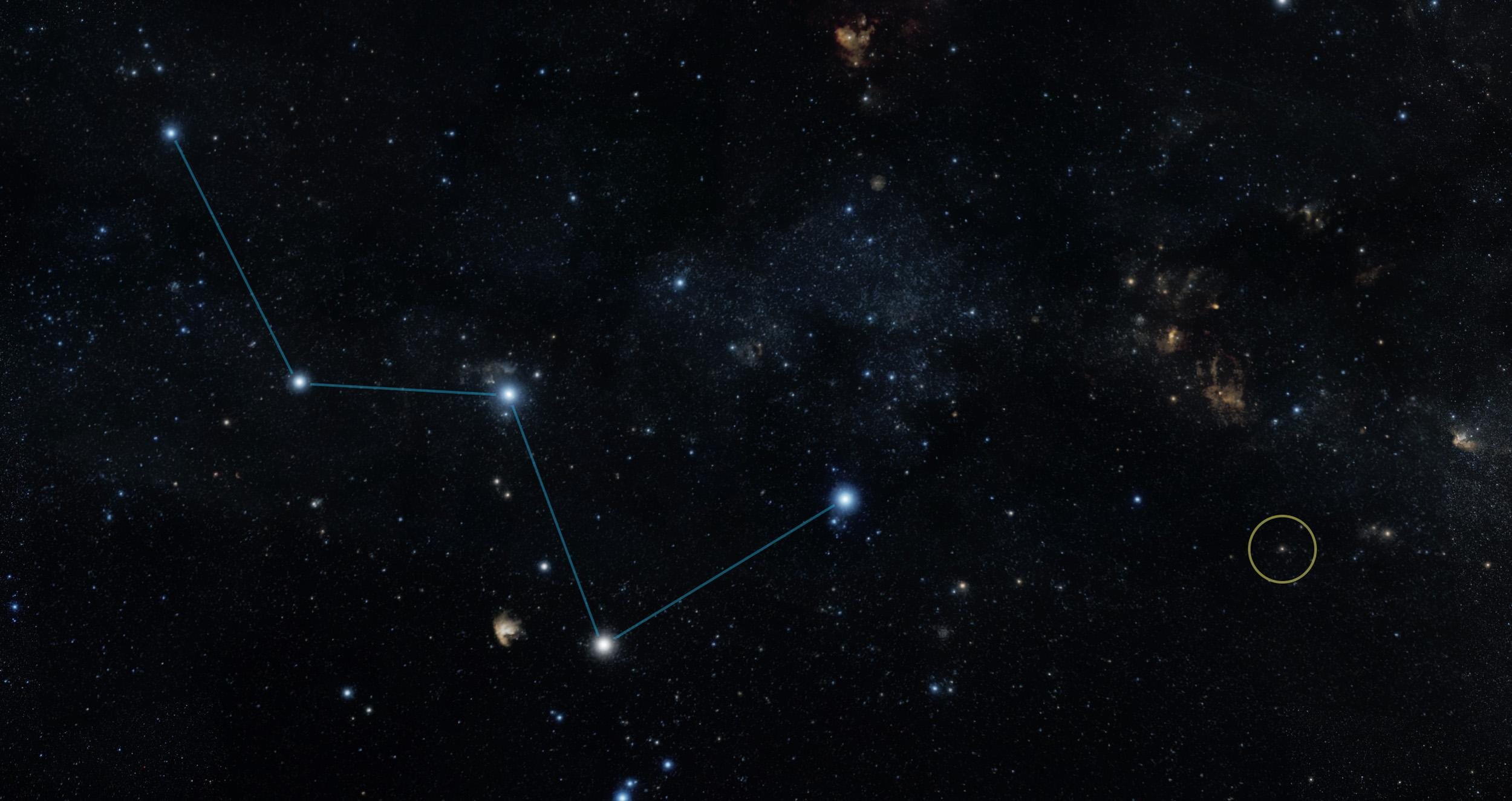
La posizione di Gliese 892 è contrassegnata dal cerchio giallo.

Gliese 892 è una stella dell'emisfero celeste boreale. La sua declinazione è pari +57°, di conseguenza la stella diventa circumpolare più a nord della latitudine 33°N, mentre rimane invisibile più a sud del parallelo 33°S, vale a dire dall'Uruguay, per buona parte di Cile e Argentina, dalla Nuova Zelanda, dalle regioni meridionali di Australia e Sudafrica e dal continente antartico. Essendo di magnitudine 5,57, è tra le stelle più deboli visibili ad occhio nudo.
Il periodo migliore per la sua osservazione, dove nell'emisfero nord si presenta alta nel cielo nelle prime ore serali, è durante l'autunno boreale, mentre nell'emisfero australe la sua visibilità è limitata ai mesi primaverili, da settembre a dicembre.

## Caratteristiche fisiche
Possiede l'81% della massa e il 78% del diametro del Sole, ed irradia il 30% della sua luminosità. Pare essere notevolmente più vecchia del Sole, con un'età stimata in oltre 9 miliardi di anni; la metallicità è di circa il 20% superiore a quella del Sole, così come abbonda maggiormente di titanio, silicio, nichel e magnesio.
La sua parallasse è stata misurata attraverso il satellite Hipparcos in 152,76 ± 0,29 mas, corrispondente ad una distanza di 6,546 ± 0,012 parsec (o 21,35 ± 0,04 anni luce), mentre con più recenti misurazione del satellite Gaia la parallasse è risultata essere 153,1 mas, corrispondente a una distanza di 21,3 anni luce.
Le caratteristiche di Gliese 892 e la sua relativa vicinanza alla Terra, resero la stella uno dei possibili obiettivi del progetto Darwin e del Terrestrial Planet Finder, progetti per la ricerca di pianeti terrestri nella zona abitabile di stelle simili al Sole, in seguito cancellati.

## Sistema planetario
Ricercatori italiani ed internazionali nel 2015 hanno scoperto attraverso HARPS-N installato sul telescopio nazionale Galileo che attorno alla stella orbitano tre super Terre ed un gigante gassoso. HD 219134 b completa un'orbita quasi circolare attorno alla stella in circa 3 giorni, ad una distanza di 0,0382 UA. È il pianeta terrestre più vicino alla Terra di cui sia osservabile il transito; osservazioni eseguite con il telescopio spaziale Spitzer stimarono la massa in 3,81 masse terrestri e le dimensioni in 1,5 raggi terrestri.
HD 219134 c orbita attorno alla stella in 6 giorni e mezzo, ad una distanza di 0,062 UA. Anch'esso percorre un'orbita pressoché circolare. Ha una massa quattro quella della Terra.
Il sistema è stato ristudiato e nel 2016 si sono aggiunti nuovi pianeti, almeno 6 confermati e uno, f, rimasto senza conferma. I pianeti d e h dovrebbero essere dei giganti gassosi considerando la massa stimata, mentre il pianeta g, che potrebbe essere situato nella zona abitabile, ha una massa minima quasi undici volte quella terrestre, e potrebbe trattarsi di un mininettuno senza superficie solida. Il pianeta "e" è uno dei più massicci del sistema (M sin i = 71+60
−2 M⊕), è situato a 2,56 UA dalla stella, abbondantemente fuori quindi dalla zona abitabile. Tuttavia ben quattro studi indipendenti sono stati effettuati dalla scoperta del sistema, con alcuni dei risultati di questi studi in conflitto tra loro, come le masse e i pianeti effettivamente confermati. Gillon et al. nel 2017 suggeriscono la presenza di 5 pianeti certi, trovando riscontri anche per f, precedentemente rimasto da confermare, tuttavia secondo questo studio non è stata riscontrata la presenza dei pianeti g ed e. Dei due pianeti interni sono stati osservati dei transiti e questo ha permesso di calcolarne i rispettivi raggi, rispettivamente, per b e c, di 1,5 e 1,4 volte quello terrestre. Considerando la loro massa, si è quindi potuto appurare che i pianeti più interni sono certamente di natura rocciosa.
Segue un prospetto che riepiloga le principali caratteristiche fisiche ed orbitali dei pianeti nel sistema. Inizialmente erano stati elencati 7 pianeti, risultati da diversi studi, tuttavia studi successivi hanno suggerito che i pianeti "e" e "h", i più esterni, fossero il medesimo oggetto. La zona abitabile va da 0,46 a 0,91 UA di distanza dalla stella, per cui nessuno degli esopianeti confermati risulterebbe entro i suoi confini.
| Pianeta | Tipo            | Massa        | Raggio   | Densità    | Periodo orb. | Sem. maggiore | Eccentricità | Scoperta |
| ------- | --------------- | ------------ | -------- | ---------- | ------------ | ------------- | ------------ | -------- |
| b       | Super Terra     | 4,74±0,19 M⊕ | 1,602 r⊕ | 1,27 g/cm³ | 3,093 giorni | 0,037 UA      | 0            | 2015     |
| c       | Super Terra     | 4,36±0,22 M⊕ | 1,511 r⊕ | 1,41 g/cm³ | 6,765 giorni | 0,062 UA      | 0,062        | 2015     |
| f       | Super Terra?    | 7,3±0,4 M⊕   | -        | -          | 22,72 giorni | 0,1463 UA     | 0,139        | 2015     |
| d       | Gigante gassoso | 16,2±0,64 M⊕ | -        | -          | 46,86 giorni | 0,225 UA      | 0,138        | 2015     |
| g       | Gigante gassoso | >11±1 M⊕     | -        | -          | 94,2 giorni  | 0,3753 UA     | 0            | 2015     |
| h       | Gigante gassoso | >98 M⊕       | -        | -          | 2101 giorni  | 3,064 UA      | 0,37±0,18    | 2016     |